# Aprostocetus platoni
Aprostocetus platoni är en stekelart som beskrevs av Girault 1915. Aprostocetus platoni ingår i släktet Aprostocetus och familjen finglanssteklar. Inga underarter finns listade i Catalogue of Life.